# 이이경 (오대 십국)
이이경(李彝景, 생몰년 미상)은 오대십국시대 당항족의 수령으로 정난군(定難軍, 본부는 지금의 섬서성 유림시에 있었다) 절도사를 역임한 이이초, 이이은의 족형제(族兄弟)이다. 이이초와 이이은의 조부인 탁발사공(이사공)과 이이경의 조부인 탁발사충은 형제로, 이이초와 이이은은 이이경에게 6촌 종형제가 된다.
후진 연간, 부친 이인안이 죽자 이이경은 은주방어사(銀州防禦使, 지금의 섬서성 유림시 횡산구 동쪽)를 계승하였으며 사망 년도는 불분명하지만 이이경은 후주 연간에 죽었다고 한다. 이후 은주방어사는 아들인 이광엄이 계승하였다.
이이경은 서하 태조인 이계천의 조부이며, 서하 경종의 고조부이다.